# 惡來
惡來（?—?），又称为恶来革，是颛顼的后代，商朝纣王的大臣。

## 生平
惡來与父亲蜚廉一起为纣王效力。蜚廉擅长跑步，恶来力气大，恶来的弟弟季勝是赵国的祖先。周武王伐纣，杀死了恶来。恶来是秦国的祖先，秦始皇的三十五世祖。
據《逸周書·世俘》稱“太公望命禦方來。丁卯望，至告以馘俘。”，“方來”一辭，孔晁注謂紂黨。陳漢章在《周書後案》中以為“方來”即紂臣“惡來”。

## 演義小說
明朝小说《封神演义》蜚廉、恶来被描写为继费仲、尤浑之后的嬖臣。

## 後世影響
東漢末年曹操麾下的猛將典韋，因勇猛過人而被曹操稱為「惡來」。

### 引用
1. ↑  《史记》卷五 秦本纪,“恶来革者，蜚廉子也。”
2. ↑  司馬遷. . .  [-61].:“蜚廉生恶来。恶来有力，蜚廉善走，父子俱以材力事殷纣。周武王之伐纣，并杀恶来。”
3. ↑  《鶡冠子·備知》亦稱“費仲惡來者，可謂知心矣，而不知事。”